# 듀스 와일드
《듀스 와일드》(영어: Deuces Wild)는 미국에서 제작된 스콧 캘버트 감독의 2002년 범죄 드라마 영화이다. 스티븐 도프, 브래드 렌프로 등이 출연하였고, 빌리 베어 등이 제작에 참여하였다.
이 영화는 2001년 사망한 촬영 감독 존 A. 얼론조가 촬영한 마지막 작품이다.

## 줄거리
리언과 보비 형제는 뉴욕 브루클린 선셋파크 이웃들을 지키는 길거리 갱단 듀시스에 속해 있다. 라이벌 갱단인 바이퍼스의 두목 마코는 3년의 감옥 생활 끝에 출소하면서 자신을 경찰에 찌른 게 리언이라고 믿고 복수를 계획한다.

## 출연진
- 스티븐 도프
- 브래드 렌프로
- 퍼루자 보크
- 빈센트 패스토어
- 프랭키 뮤니즈
- 밸서자 게티
- 맷 딜런
- 노먼 리더스
- 맥스 펄리치
- 드레이아 더머테이오
- 루이 롬바디
- 데버라 해리
- 제임스 프랭코
- 조시 레너드
- 조니 녹스빌
- 재키 톤

## 기타 제작진
- 공동 제작: 찰리 러번솔, 스콧 밸런타인
- 배역: 펄리샤 퍼사노, 앤 매카시, 메리 버뉴
- 미술: 데이비드 L. 스나이더
- 스턴트: J.J. 페리

## 반응
이 영화는 평단으로부터 부정 평가를 받았으며, 리뷰 애그리게이터 웹사이트 로튼 토마토의 평균 지지도는 3%이다.